# درودمحله
درودمحله روستایی در دهستان سدن رستاق شرقی بخش مرکزی شهرستان کردکوی استان گلستان ایران است.

## جمعیت
بر پایه سرشماری عمومی نفوس و مسکن در سال ۱۳۹۵ جمعیت این مکان ۲۰۷ نفر (۷۱خانوار) بوده‌است.